# Батчаев, Муса Хаджикишиевич
Батчаев Мусса Хаджи-Кишиевич (2 октября 1939, аул Кумыш, Карачаево-Черкесская автономная область, РСФСР, СССР — 14 июля 1982, там же) — карачаевский советский писатель

, поэт, драматург, фольклорист, переводчик, член Союза писателей СССР.

## Биография
Окончил педагогический институт.

## Творчество
Творчество М. Батчаева пришлось на время сдвигов в социальном и в этнопсихологическом сознании. Проза М. Батчаева отличается точностью описаний, емкостью, афористичностью, неожиданностью и редкой выразительностью образных решений. Своими произведениями вывел карачаевскую литературу на новый уровень. Автор слов ряда песен на карачаево-балкарском и русском языках. Много писал о Великой Отечественной войне.
Автор более десятка книг на русском и родном языках. Благодаря переводам на английский, немецкий, французский, испанский, польские языки его повести «Элия», «Хочалай» и «Хур-Хур» узнало полмира.
Был активным собирателем карачаево-балкарского фольклора. Ещё будучи студентом пединститута неоднократно принимал участие в фольклорных экспедициях Карачаево-Черкесского научно-исследовательного института истории, филологии и экономики. Им были собраны многочисленные сказки, легенды, нартские сказания («Алауган», «Сын Алаугана» и др.). Его всегда интересовало творчество народных певцов (джырчы). Занимался обработкой карачаевских легенд и сказок.
Автор переводов произведений Лопе де Вега, А. Н. Островского и др.
Погиб трагически от удара электрического тока высоковольтной линии во дворе дома, который начал строить.
Лауреат нескольких престижных литературных премий.

## Избранные произведения
- «Честь и судьба» (пьеса-легенда)
- «Аймуш» (пьеса)
- «Аул Кумыш» (повесть)
- «Когда осуждают предки» (повесть)
- «Мои земляки»
- «Горизонт бескрылых» (неоконченный роман)
- «Быть человеком» (сборник)
- «Горы и нарты» (сборник легенд на русском языке)
- «Элия»,
- «Серебряный дед» (сборник рассказов)
- миниатюры